# ベニ・ハンマードの城塞
ベニ・ハンマードの城塞は、アルジェリアのムシラ (M'Sila) にある考古遺跡。1980年にユネスコの世界遺産に登録された。
城塞は、ホドナ (Hodna) の山岳地帯の標高1000m以上のところにあり、アルジェの建市者ブルッギン・イブン・ジリ (Buluggin ibn Ziri) の息子ハンマード・イブン・ブルッギン (en:Hammad ibn Buluggin) が、建造計画を立てて1007年に建造したものである。ハンマードはハンマード朝の始祖であり、この城塞都市は首都となった。その後、この都市はハンマード朝の繁栄を象徴する北アフリカで最も栄えた町のひとつになったが、1090年にバヌ・ヒラル (Banu Hilal) の脅威にさらされると廃れ、1152年にはムワッヒド朝によって一部が破壊された。
イスラーム都市の廃墟であるこの城塞の内部には、ムワッヒド朝によって一部破壊されたが、7kmにわたる城壁が築かれており、モスク、ミナレット、宮殿群などの多くの史跡が残っている。
宮殿の遺跡はハンマード朝時代の輝きを証するものである。宮殿は天幕によって、庭園、水利機構と三分されていた。
この城塞にある、アルジェリアで知られているものとして最大級のモスクは、マグレブにある優れた宗教建築物であるケルアンの大モスクと同様の建築的諸観点を提供してくれるのである。このモスクには、13の本堂と8つの梁間のある巨大礼拝堂がある。また、高さ20mのミナレットは、セビリャ大聖堂のヒエルダ（鐘楼）とも比肩しうるものである。
発掘調査の結果、陶器類や、宝石装飾品類、貨幣類なども発見されており、これらはハンマード朝の洗練された芸術水準を示すものである。それらは、アルジェやコンスタンティーヌの博物館に展示されている。

## 登録基準
この世界遺産は世界遺産登録基準のうち、以下の条件を満たし、登録された（以下の基準は世界遺産センター公表の登録基準からの翻訳、引用である）。
- (3) 現存するまたは消滅した文化的伝統または文明の、唯一のまたは少なくとも稀な証拠。

座標: 北緯35度49分16秒 東経4度47分22秒 / 北緯35.82111度 東経4.78944度